# Hasrat Jafarov
Hasrat Jafarov (Goranboy, 5 de outubro de 2002) é um lutador de estilo greco-romana azeri.

## Carreira
Hasret Jafarov é o medalhista de ouro do Campeonato Mundial Sub-23; Campeonato Mundial Júnior; Campeonato Europeu Júnior em 2021. Hasrat Jafarov é o primeiro lutador greco-romano a se tornar campeão mundial entre os lutadores azerbaijanos sub-23. Em abril de 2023, Hasrat Jafarov se tornou o campeão europeu.
Hasrat Jafarov ganhou uma das medalhas de bronze na categoria greco-romana masculina de 67 kg no Campeonato Europeu de Luta Livre Sub-23 de 2021. Ele também ganhou a medalha de ouro naquele evento no Campeonato Mundial Júnior de Luta Livre de 2021 em Ufa, Rússia.
Em novembro de 2021, ele ganhou a medalha de ouro naquele evento no Campeonato Mundial de Luta Livre Sub-23 de 2021, realizado em Belgrado, Sérvia.
Ele ganhou a medalha de ouro em sua prova nos Jogos da Solidariedade Islâmica de 2021, realizados em Konya, Turquia.
Hasrat Jafarov tornou-se campeão europeu pela primeira vez no Campeonato Europeu de Luta Livre de 2023 em Zagreb, Croácia, ao derrotar o georgiano Joni Khetsuriani por 3 a 2 na partida final do campeonato masculino de luta livre de 67 kg. Hasret Caferov, que começou o campeonato nas oitavas de final, chegou às quartas de final ao derrotar seu rival português Pedro Caldas com um pin enquanto liderava por 2 a 1. Ele derrotou o norueguês Håvard Jørgensen por 7 a 1 nas quartas de final e Murat Fırat por 7 a 1 nas semifinais para chegar à final.
Ele ganhou a medalha de ouro no evento de 67 kg no Campeonato Europeu de Luta Livre de 2024, realizado em Bucareste, Romênia. Ele derrotou Ruslan Bichurin em sua luta pela medalha de ouro. Ele ganhou uma das medalhas de bronze no evento de 67 kg nas Olimpíadas de Verão de 2024 em Paris, França.